# Donald Arthur Glaser
Pour les articles homonymes, voir Glaser.
Donald Arthur Glaser, né le 21 septembre 1926 à Cleveland, Ohio, États-Unis et mort le 28 février 2013 à Berkeley, Californie, est un physicien et neurobiologiste américain. Il est lauréat du prix Nobel de physique de 1960 « pour l'invention de la chambre à bulles ».